# Cuatro Torres Business Area

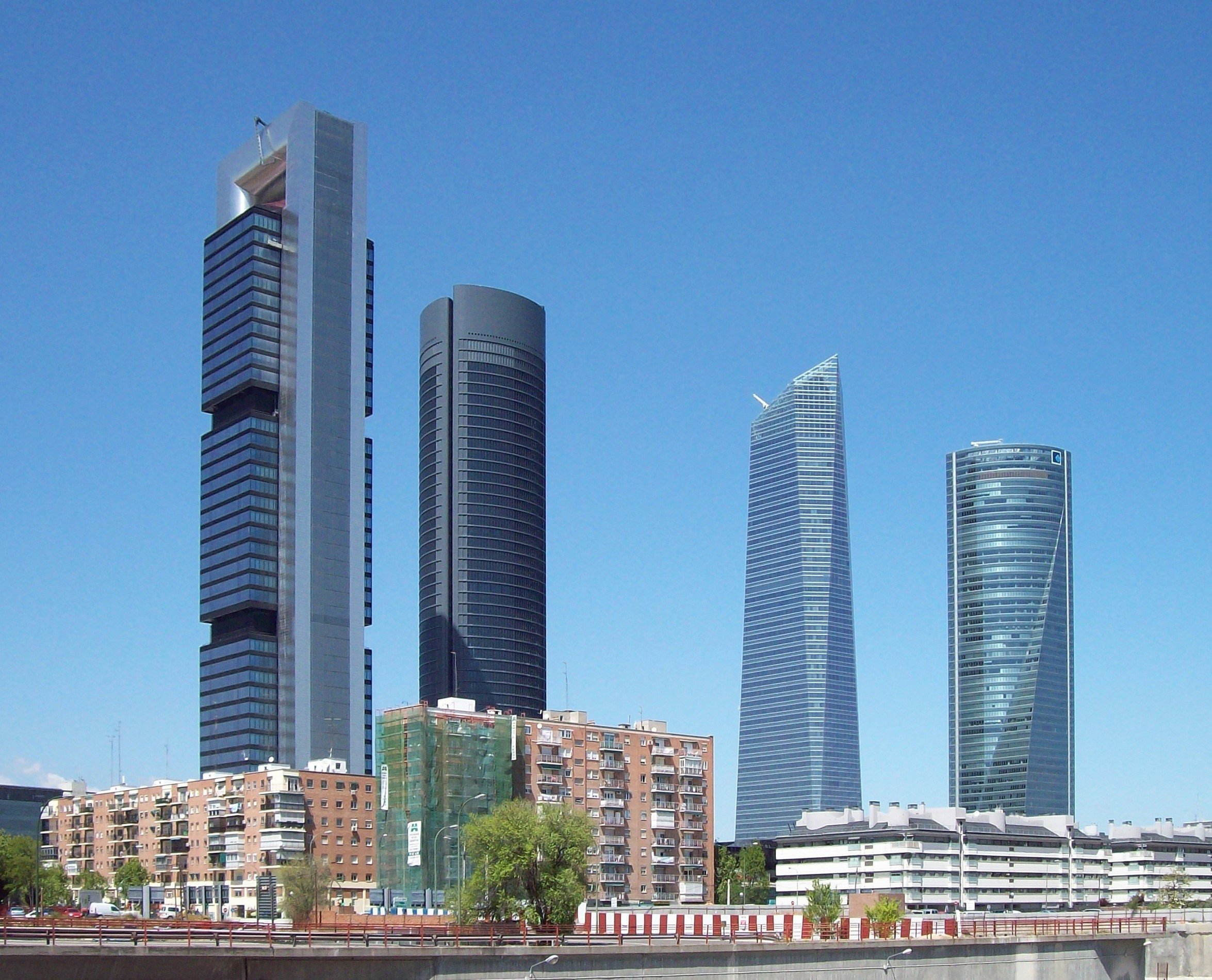
Widok na wieże

Cuatro Torres Business Area (CTBA) – dzielnica biznesowa i Central Business District w Madrycie przy ulicy Paseo de la Castellana. Niegdyś teren należał do klubu Real Madryt.
Znajdują się tam cztery najwyższe wieżowce w Hiszpanii. Całkowite zakończenie budowy kompleksu nastąpiło w 2009 roku.
Pierwotnie kompleks znany był pod nazwą Madrid Arena.

## Wieżowce
W kompleksie CTBA znajdują się następujące wieżowce:
- Torre Caja Madrid – 250 m
- Torre de Cristal – 249,5 m
- Torre PwC – 236 m
- Torre Espacio – 223 m
- Torre Caleido – 181 m